# Macintosh TV
De Macintosh TV is een personal computer met geïntegreerde televisiemogelijkheden   die ontworpen, gefabriceerd en verkocht werd door Apple Computer van oktober 1993 tot februari 1994. Het was de eerste poging van Apple om een computer en een televisietoestel te integreren.
De Macintosh TV was een grote flop. In de korte tijd dat het model op de markt was zijn er slechts 10.000 exemplaren gemaakt. De voornaamste redenen voor de mislukking waren de hoge prijs van het toestel en de zwakke prestaties van het computergedeelde.
De tv-kaart van Apple, die op dezelfde technologie gebaseerd was, zou wel een populaire PDS-insteekkaart worden voor de latere modellen van de LC- en Performa-series en voor bepaalde beige Power Macintosh G3-modellen.

## Ontwerp
Behuizing: De Macintosh TV deelt zijn behuizing met de LC 500-serie. Het is in wezen een Performa 520 met een zwarte behuizing en een bijpassend zwart toetsenbord en muis. Later zou Apple een aangepaste zwarte Performa 5420 uitbrengen met veel van de kenmerken van de Macintosh TV.
CPU:  De Motorola 68030-processor in de Macintosh TV heeft een kloksnelheid van 32 MHz, een verbetering ten opzichte van de Performa 520. De snelheid van de systeembus bedroeg echter 16 MHz, wat het hele systeem vertraagde. Een FPU was niet beschikbaar.
Geheugen: De Macintosh TV heeft 4 MB geheugen op het moederbord gesoldeerd. Het geheugen was slechts uitbreidbaar tot maximaal 8 MB, terwijl de Performa 520 tot 36 MB aankon.
Opslag: Naast het 1,4 MB diskettestation en de SCSI cd-romspeler met dubbele snelheid beschikte de Macintosh TV standaard over een 160 MB SCSI harde schijf.
Video: De Macintosh TV heeft 512 kB VRAM gesoldeerd op het moederbord. Dit bood een resolutie van 640×480 pixels met 8-bits (256) kleuren bij gebruik als computer en een resolutie van 640×240 pixels met 16-bits (duizenden) kleuren bij gebruik als televisie. Het was niet mogelijk om het videogeheugen uit te breiden. 
Scherm: Het ingebouwd 14-inch Sony Trinitron-CRT-scherm kan omgeschakeld worden van computerscherm naar televisiescherm. Het was niet mogelijk om het televisiesignaal weer te geven in een bureaubladvenster of te bewaren als QuickTime-bestand. Stilstaande beelden konden wel vastgelegd worden in PICT-bestanden. Tijdens het werken op de computer bleef het geluid van het televisiesignaal hoorbaar via de ingebouwde stereo-luidsprekers.
Afstandsbediening: Bij de computer zat een kleine afstandsbediening ter grootte van een kredietkaart die compatibel was met Sony-televisies. Hiermee konden zowel het televisiegedeelte als de cd-romspeler bediend worden.

## Specificaties
- Processor: Motorola 68030, 32 MHz
- FPU : geen
- Systeembus snelheid: 16 MHz
- ROM-grootte: 1 MB
- Databus: 32 bit
- RAM-type: 80 ns 72-pin SIMM
- Standaard RAM-geheugen: 5 MB
  - Uitbreidbaar tot maximaal 8 MB
  - RAM-sleuven: 1
- Standaard video-geheugen: 512 kB VRAM
  - Uitbreidbaar tot maximaal 512 kB VRAM
- Standaard diskettestation: 3,5-inch, 1,44 MB (manueel)
- Standaard harde schijf: 160 MB (SCSI)
- Standard optische schijf: AppleCD 330i, dubbele snelheid (SCSI)
- Uitbreidingssleuven: geen
- Type batterij: 3,6 volt Lithium
- Beeldscherm: 640×480 pixels, 35,5 cm (14-inch), kleur
- Uitgangen:
  - 2 ADB-poorten (mini-DIN-4) voor toetsenbord en muis
  - 1 SCSI-poort (DB-25)
  - 2 seriële poorten (mini-DIN-8)
  - 1 hoofdtelefoon (3,5 mm jackplug)
- Ingangen:
  - antenne (F-type RF connector) voor televisie
  - composietvideo-in (tulpstekker) en audio-in (stereo, 2 tulpstekkers) voor videorecorder of videocamera
- Ondersteunde systeemversies: 7.1 t/m 7.6.1
- Afmetingen: 45,5 cm × 34,4 cm × 42,0 cm (h×b×d)
- Gewicht: 18,9 kg

Uit productie: 1984: Macintosh 128K, Macintosh 512K · 1985: Macintosh XL · 1986: Macintosh Plus · 1987: Macintosh II, Macintosh SE · 1988: Macintosh IIx · 1989: Macintosh SE/30, Macintosh IIcx, Macintosh IIci, Macintosh Portable · 1990: Macintosh IIfx, Macintosh Classic, Macintosh IIsi, Macintosh LC serie · 1991: Macintosh Quadra 700, Macintosh Quadra 900, Apple PowerBook · Macintosh Classic II · 1992: Macintosh IIvx, Macintosh Quadra 950, PowerBook Duo, Macintosh Performa serie · 1993: Macintosh Centris serie, Macintosh Color Classic, Macintosh TV · Apple Workgroup Server · 1994: Power Macintosh · 1997: Power Macintosh G3, PowerBook G3, Twentieth Anniversary Macintosh · 1998: iMac · 1999: iBook, Power Mac G4 · 2000: Power Mac G4 Cube · 2001: PowerBook G4 · 2002: eMac, iMac G4 · 2003: Xserve, Power Mac G5 · 2004: iMac G5 · 2005: Mac mini · 2006: MacBook · 2015: MacBook (Retina) · 2017: iMac Pro

Huidige modellen: MacBook Air, MacBook Pro, iMac, Mac mini, Mac Studio, Mac Pro